# Jensen 541
Jensen 541R – sportowy samochód osobowy produkowany przez brytyjską firmę Jensen w latach 1954–1959. Dostępny jako 2-drzwiowe coupé. Następca modelu Interceptor (1950). Do napędu używano silników R6 o pojemności czterech litrów. Moc przenoszona była na oś tylną poprzez 4-biegową manualną skrzynię biegów. Samochód został zastąpiony przez model 541R. Powstało 226 egzemplarzy modelu.

## Dane techniczne (R6 4.0)

### Silnik
- R6 4,0 l (3990 cm³), 2 zawory na cylinder, OHV
- Układ zasilania: trzy gaźniki
- Średnica cylindra × skok tłoka: 87,30 mm × 111,10 mm
- Stopień sprężania: 6,8:1
- Moc maksymalna: 132 KM (97 kW) przy 3700 obr./min
- Maksymalny moment obrotowy: b/d

### Osiągi
- Przyspieszenie 0-80 km/h: 8,2 s
- Przyspieszenie 0-100 km/h: 10,8 s[2]
- Czas przejazdu pierwszych 400 m: 18,4 s
- Prędkość maksymalna: 187 km/h
- Średnie zużycie paliwa: 13,7 l / 100 km[2]

## Galeria

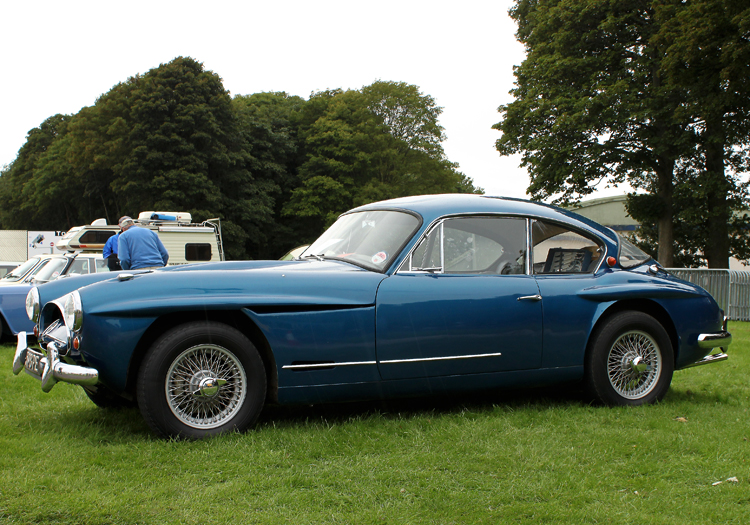
Jensen 541R
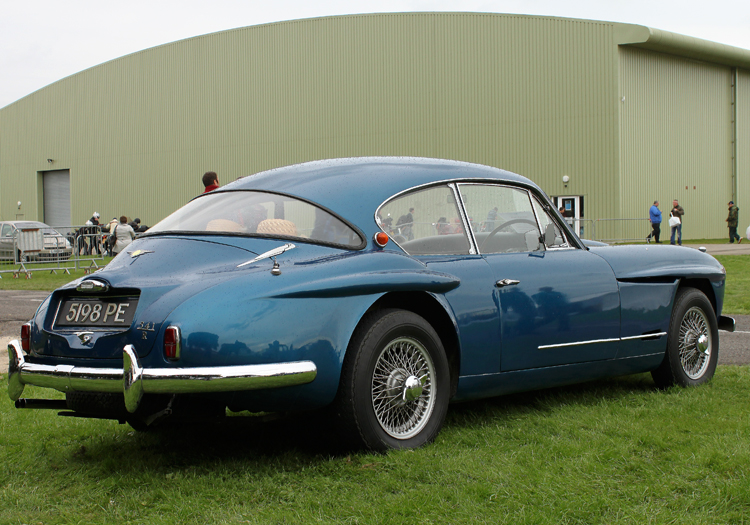
Jensen 541R
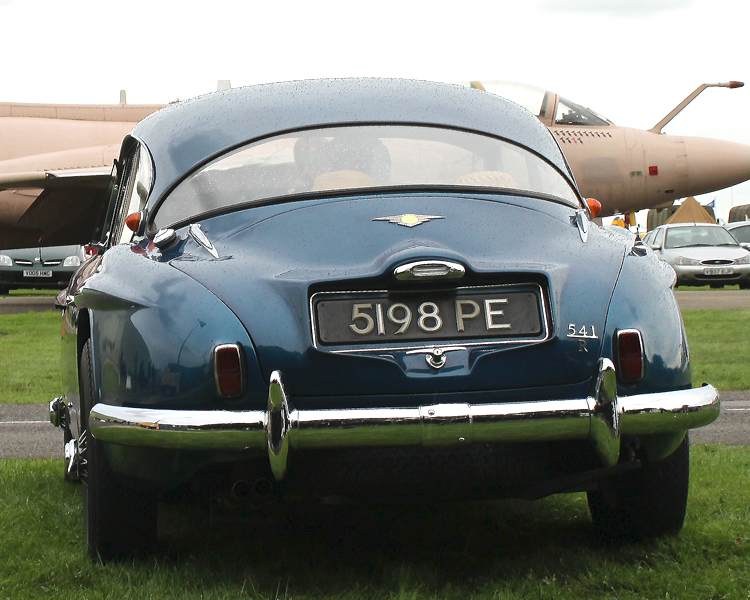
Jensen 541R w tle Hawker Siddeley Buccaneer S2B
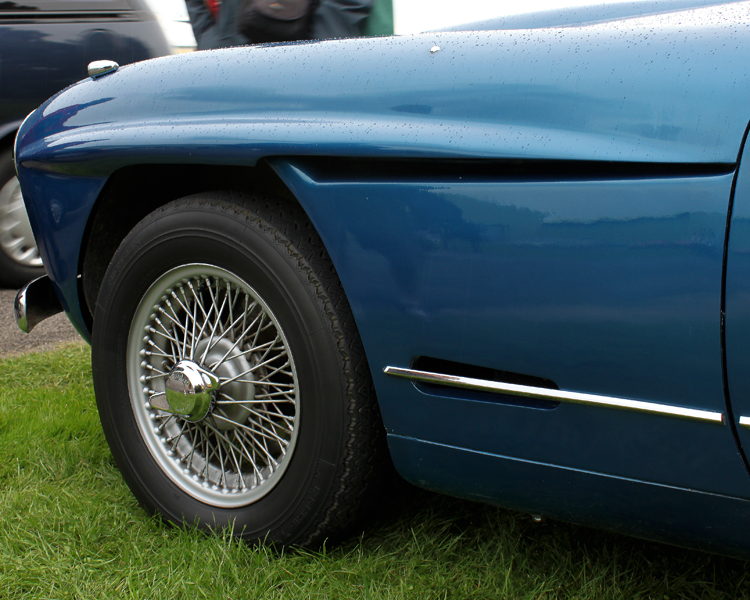
Jensen 541R